# 莫里斯·诺曼
莫里斯·诺曼（英語：Maurice Norman，1934年5月8日—2022年11月27日），英国男子足球运动员，司职后卫。他曾代表英格兰参加1958年和1962年国际足联世界杯，其中1958年世界杯止步小组赛阶段，1962年世界杯止步八强。